# Columbus (Minnesota)
Columbus és una població dels Estats Units a l'estat de Minnesota. Segons el cens del 2000 tenia 3.957 habitants.

## Demografia
Segons el cens del 2000, Columbus tenia 3.957 habitants, 1.328 habitatges, i 1.120 famílies. La densitat de població era de 34 habitants per km².
Dels 1.328 habitatges en un 39,3% hi vivien nens de menys de 18 anys, en un 74,9% hi vivien parelles casades, en un 5,3% dones solteres, i en un 15,6% no eren unitats familiars. En l'11,1% dels habitatges hi vivien persones soles el 2,8% de les quals corresponia a persones de 65 anys o més que vivien soles. El nombre mitjà de persones vivint en cada habitatge era de 2,97 i el nombre mitjà de persones que vivien en cada família era de 3,22.
Per edats la població es repartia de la següent manera: un 27,8% tenia menys de 18 anys, un 7,5% entre 18 i 24, un 29,5% entre 25 i 44, un 28,9% de 45 a 60 i un 6,2% 65 anys o més.
L'edat mediana era de 38 anys. Per cada 100 dones de 18 o més anys hi havia 106,2 homes.
La renda mediana per habitatge era de 67.500 $ i la renda mediana per família de 71.809 $. Els homes tenien una renda mediana de 42.948 $ mentre que les dones 31.417 $. La renda per capita de la població era de 24.479 $. Entorn del 2,2% de les famílies i el 3,8% de la població estaven per davall del llindar de pobresa.